# Flora Polska
Flora Polska to zbiorcza nazwa serii wydawniczych, będących florami, czyli kluczami do oznaczania i szczegółowymi opisami roślin w sensie nomenklatorycznym rozmaicie definiowanego terytorium polskiego.

## Ogólny przegląd
Nazwa Flora Polska bez dodatkowych wyjaśnień odnosi się do flory roślin naczyniowych, opublikowanej w czternastu tomach w latach 1919–1980 (dodatkowy tom z indeksami wydano w 1995). Ponadto istnieje seria Flora Polska – Rośliny zarodnikowe, obejmująca inne grupy, uważane niegdyś za rośliny i z tego powodu podlegające regułom opisu, zawartych w Międzynarodowym Kodeksie Nomenklatury glonów, grzybów i roślin, dawniej (do 2011) zwanym Międzynarodowym Kodeksem Nomenklatury Botanicznej (glony, śluzowce, grzyby, porosty, mszaki). Nowym wydaniem Flory Polskiej (roślin naczyniowych) jest Flora Polski. Wydawnictwem uzupełniającym Florę Polską jest Atlas Flory Polskiej. 
Terytorium Polski obejmują również w całości lub częściowo inne flory o zasięgu kontynentalnym, regionalnym lub lokalnym. Ponadto istnieją klucze do oznaczania roślin Polski, różniące się od flor brakiem lub bardzo dużym skróceniem części opisowej.
Znaczna część tomów Flory Polskiej obejmuje obszar większy od terytorium Polski (przed 1939 na zachód i wschód od ówczesnych granic, po 1945 na wschód od obecnych granic), stąd w tytułach pojawia się często sformułowanie "i ziem ościennych".

## Flora Polska

### Ogólne wiadomości o serii wydawniczej
Realizację projektu wydania flory roślin naczyniowych obejmującej terytorium Polski rozpoczęła w r. 1900 Komisja Fizjograficzna Akademii Umiejętności. Redaktorami tego wydawnictwa mieli być kolejno Franciszek Błoński, Franciszek Kamieński i Józef Paczoski. Po rezygnacji tego ostatniego pracy podjął się Marian Raciborski, po którego śmierci zaawansowany już pierwszy tom doprowadził do druku Władysław Szafer. Redaktorami tomów II–IX byli Władysław Szafer i Bogumił Pawłowski, tomów X–XI – Bogumił Pawłowski, XII–XIII – Bogumił Pawłowski i Adam Jasiewicz, a tomu XIV, który wówczas postrzegano jako zamykający dzieło – Adam Jasiewicz. Tom XV, obejmujący historię całego projektu oraz indeksy do Flory Polskiej i Flory Polski ukazał się pod redakcją Zbigniewa Mirka. Całość serii wydawniczej jest w języku polskim (diagnozy nowych taksonów po łacinie).
Gatunki we wszystkich tomach mają numerację ciągłą, która na końcu tomu XIV doszła do numeru 3095 (Hieracium euchaetium).

### Przegląd tomów
W obrębie Flory Polskiej wydano następujące tomy:
- Tom I: paprotniki, nagozalążkowe (iglaste i gniotowe), jednoliścienne (1919)[2];
- Tom II, obejmujący m.in. rodziny wierzbowatych (Salicaceae), wilczomleczowatych (Euphorbiaceae) i goździkowatych (Caryophyllaceae;1921)[4];
- Tom III, obejmujący m.in. rodziny jaskrowatych (Ranunculaceae) i krzyżowych (Cruciferae = Brassicaceae; 1927)[5];
- Tom IV: rodzaj jeżyna (Rubus), opracowany przez Władysława Kuleszę (1930)[6];
- Tom V: rodzaj róża (Rosa), opracowany przez Władysława Szafera (1935)[7];
- Tom VI: rodzaj fiołek (Viola), opracowany przez Jana Zabłockiego (1946)[8];
- Tom VII, obejmujący m.in. rodzinę różowatych (Rosaceae; 1955)[9];
- Tom VIII, obejmujący m.in. rodziny motylkowatych (Papilionaceae) i wiesiołkowatych (Oenotheraceae; 1959)[10];
- Tom IX: rodzina baldaszkowate (Umbelliferae = Apiaceae; 1960)[11];
- Tom X, obejmujący m.in. rodzinę trędownikowatych (Scrophulariaceae; 1963)[12];
- Tom XI, obejmujący m.in. rodzinę wargowych (Labiatae = Lamiaceae; 1967)[13];
- Tom XII, obejmujący m.in. rodzinę dzwonkowatych (Campanulaceae) oraz część rodziny złożonych (Compositae = Asteraceae; 1971)[14];
- Tom XIII, obejmujący część rodziny złożonych (1972)[15];
- Tom XIV: rodzaje jastrzębiec (Hieracium), opracowany przez Adama Jasiewicza, i mniszek (Taraxacum), opracowany przez Tadeusza Tacika (1980)[3];
- Tom XV: indeksy (1995)[1].

Kolejność rodzin w całej Florze odpowiada rozpowszechnionemu w momencie rozpoczęcia prac nad dziełem systemowi Englera.

## Flora Polska – Rośliny zarodnikowe Polski i ziem ościennych
Według stanu na rok 1960 komitet redakcyjny tej serii stanowili: Zygmunt Czubiński, Józef Kochman, Helena Krzemieniewska, Józef Motyka, Irena Rejment-Grochowska, Alina Skirgiełło, Karol Starmach i Bronisław Szafran. W obrębie tej serii wydawniczej (starsze tomy zawierają nadtytuł Flora Polska, natomiast niektóre nowsze – Flora Polski) opublikowano następujące flory:
- glony: jeden tom dotyczący Œdogoniales (seria nieukończona)[18];
- śluzowce: jeden tom (całość) autorstwa Heleny Krzemieniewskiej[16];
- grzyby: 27 tomów różnych autorów, wydanych w latach 1960[19]–1999[20];
- porosty: siedem tomów autorstwa Józefa Motyki[21] i Janusza Nowaka (seria nieukończona)[22];
- mszaki: wątrobowce (jeden tom autorstwa Ireny Rejment-Grochowskiej; nieukończone)[23]; mchy (dwa tomy autorstwa Bronisława Szafrana; całość)[24][25].

Wszystkie powyższe tomy wydano w języku polskim.

## Inne związane wydawnictwa

### Flora Polski
Założeniem serii wydawniczej było ponowne opracowanie grup roślin naczyniowych uwzględnionych w pierwszych pięciu tomach Flory Polskiej, wydanych przed 1939. Flora Polski dotyczy terytorium Polski w granicach ukształtowanych po 1945. W obrębie tej serii wydano trzy tomy:
- tom III, odpowiadający zakresem tomowi drugiemu pierwszego wydania (1992)[27];
- tom IV, odpowiadający zakresem tomowi trzeciemu pierwszego wydania (1985)[26];
- tom V: rodzaj róża (Rosa) opracowany przez Jerzego Zielińskiego (1987)[28].

Tomy wydane są w całości w języku polskim. 

### Atlas Flory Polskiej
Założeniem wydawnictwa jest ilustrowanie kolejnych tomów Flory Polskiej, a numeracja gatunków jest taka sama we Florze i w Atlasie. Pełny tytuł serii do 1936 brzmiał Atlas flory polskiej – Florae polonicae Iconographia, a od 1954: Atlas flory polskiej i ziem ościennych – Florae polonicae terrarumque adiacentium Iconographia. Kolejnymi redaktorami byli Stanisław Kulczyński i Józef Mądalski. Ogółem w latach 1930–1990 ukazało się 36 zeszytów. Wydawnictwo jest w całości dwujęzyczne (tekst polski i łaciński w dwóch kolumnach).

### Inne flory i klucze do oznaczania obejmujące terytorium Polski
- Terytorium Polski obejmuje Flora Europaea – standardowa flora kontynentu europejskiego[31]. Około połowy terytorium Polski obejmuje Illustrierte Flora von Miiteleuropa – standardowa flora niemieckojęzyczna Europy Środkowej (Niemcy i Austria w granicach sprzed 1914)[32].
- Pierwszymi florami, odnoszącymi się w części do obecnego terytorium Polski, były Opisanie roslin w prowincyi W. X. L. naturalnie rosnących według układu Linneusza Stanisława Bonifacego Jundziłła (1791)[33] oraz Primitiae florae Galiciae Austriacae utriusque Willibalda Bessera (1809). Florę Królestwa Polskiego opublikował Jakub Waga (1847, 1848)[34]. Galicję obejmował Krytyczny przegląd roślinności Galicji – Conspectus florae Galiciae criticus[35] Hugona Zapałowicza. Istnieją również flory Śląska[36] i Pomorza[37], a także opracowania mniejszych obszarów, na przykład Tatr[38]; listę flor odnoszących się do terytorium Polski podaje we wstępie do Klucza swojego autorstwa Lucjan Rutkowski[39].
- W odniesieniu do innych grup podlegających pod Międzynarodowy Kodeks Nomenklatury glonów, grzybów i roślin można wymienić następujące flory: Flora słodkowodna Polski pod redakcją Karola Starmacha[40], Flora Zatoki Gdańskiej i wód przyległych (Bałtyk Południowy) pod redakcją Marcina Plińskiego[41][42] oraz Mała Flora Grzybów pod redakcją Stanisława Domańskiego[43].
- Często używanym kluczem do oznaczania roślin naczyniowych były Rośliny polskie autorstwa Władysława Szafera, Stanisława Kulczyńskiego i Bogumiła Pawłowskiego[44]. Wielokrotnie wznawiany Przewodnik[45] Józefa Rostafińskiego obejmuje mniej gatunków[46]. Istnieje też Klucz do oznaczania roślin naczyniowych Polski niżowej Lucjana Rutkowskiego[39]. Klucz do oznaczania planktonu słodkowodnego opracował Karol Starmach[47].